# Cordyline fruticosa
Cordyline fruticosa (L.) A.Chev., talvolta nota come ti, è una pianta sempreverde appartenente alla famiglia delle Asparagaceae. La pianta riveste una grande importanza culturale per gli abitanti tradizionali delle isole del Pacifico e delle isole del Sud-est asiatico. Viene coltivata anche a scopo alimentare, per la medicina tradizionale e come pianta ornamentale per le sue foglie dai colori vivaci.

## Descrizione

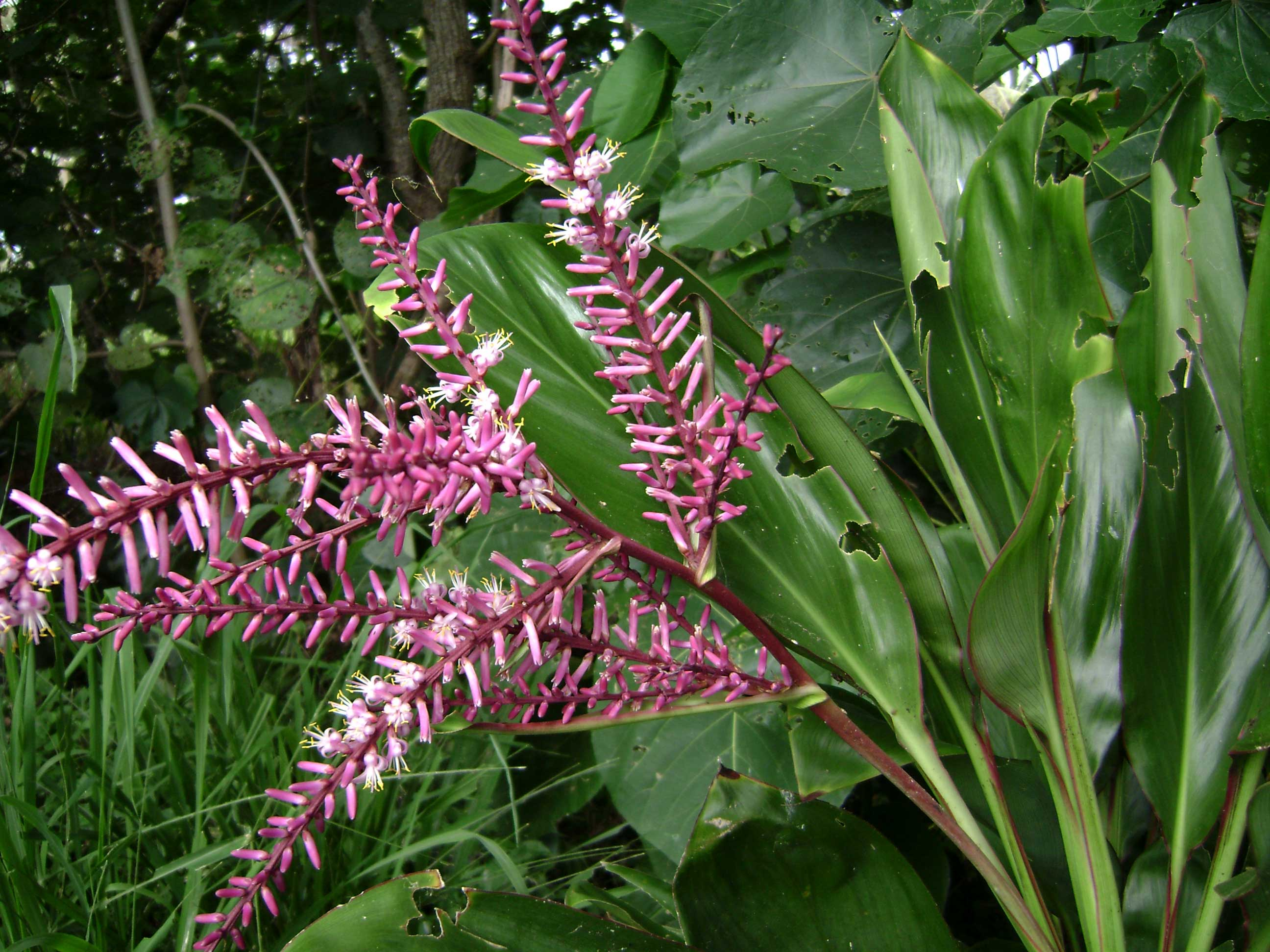
Infiorescenza

C. fruticosa è una pianta simile a una palma che cresce fino a 4,5 m di altezza con un attraente gruppo di foglie ampiamente allungate, disposte a spirale e a forma di ventaglio, sulla punta di un tronco sottile. Le foglie variano dal rosso al verde e presentano forme variegate. È una pianta legnosa con foglie lunghe 30–60 cm e larghe 5–10 cm. Produce lunghe pannocchie di piccoli fiori profumati di colore da giallastro a rosso che maturano trasformandosi in bacche rosse.

## Distribuzione e habitat

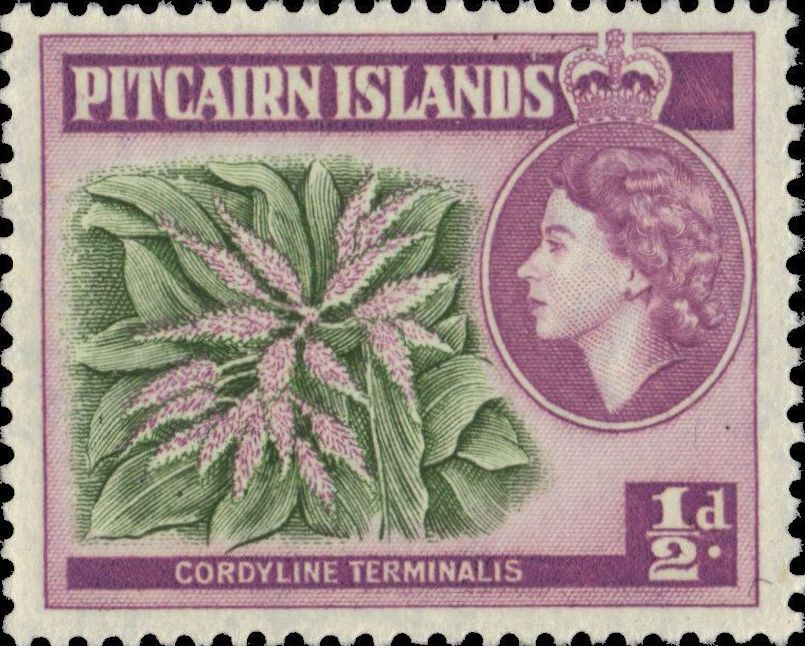
Cordyline fruticosa (sotto il suo sinonimo terminalis) su un francobollo di Pitcairn

La distribuzione nativa originale è sconosciuta, ma si ritiene che la pianta sia originaria della regione che va dal Bangladesh, all'Indocina, alla Cina meridionale, a Taiwan, all'Asia sudorientale insulare, alla Nuova Guinea e all'Australia settentrionale. Presenta la più alta diversità morfologica in Nuova Guinea e si ritiene che lì fosse ampiamente coltivata.
Fu trasportata in tutta l'Oceania dagli austronesiani, raggiungendo le Hawaii, la Nuova Zelanda (comprese le isole Kermadec) e, nel punto più estremo, l'Isola di Pasqua. Un tipo di ti particolarmente importante nella Polinesia orientale è una grande cultivar dalle foglie verdi, coltivata per i suoi grandi rizomi commestibili. A differenza delle popolazioni di ti del Sud-est asiatico e dell'Oceania vicina, questa cultivar è quasi completamente sterile nelle isole più lontane della Polinesia orientale. La propagazione può avvenire solo per talea dai gambi o dai rizomi. Si ipotizza che ciò sia stato il risultato di una selezione artificiale deliberata, probabilmente perché si producono rizomi più grandi e meno fibrosi, più adatti all'uso alimentare.
La pianta fu introdotta in Europa come pianta da appartamento nel 1771.

## Usi
La pianta di ti ha molteplici utilizzi, ma è particolarmente nota per essere una delle piante più importanti legate alle pratiche socio-culturali indigene del Pacifico e del Sud-est asiatico insulare. In particolare, venne propagata dall'uomo in tutta l'area linguistica austronesiana, non tanto per il suo valore alimentare (anche se alcune forme sono commestibili) ma soprattutto per ragioni socio-culturali. Si ritiene dotata di importanza mistica e spirituale in diverse culture ed è comunemente piantata presso le sepolture, utilizzata in pratiche magiche e rituali, anche per la guarigione. Viene utilizzata anche come elemento decorativo e ornamentale e come marcatore di confine. È comune che le cultivar rossa e verde vengano utilizzate in modo diverso nei rituali. Le piante di ti rosso simboleggiano comunemente il sangue, la guerra e i legami tra i vivi e i morti; mentre le piante di ti verde simboleggiano comunemente la pace e la guarigione. I loro usi rituali nell'Asia sud-orientale insulare sono stati in gran parte oscurati dall'introduzione dell'induismo, del buddismo, dell'islam e del cristianesimo, ma persistono ancora in alcune aree o vengono cooptati per i rituali delle nuove religioni.
Le radici e le foglie giovani possono essere cucinate e mangiate come cibo da sopravvivenza. Le foglie possono creare una copertura dalla pioggia. Le piante sono inoltre ampiamente utilizzate per la medicina tradizionale, come tintura e come ornamento in tutta l'Austronesia e la Nuova Guinea.
In Polinesia, le foglie della varietà verde vengono utilizzate per avvolgere il cibo, rivestire i forni di terra e le fosse di fermentazione del frutto del pane; i rizomi vengono raccolti e lavorati per ottenere una polpa dolce simile alla melassa, consumata come una caramella o usata per produrre un liquido simile al miele impiegato in vari dolci. Nelle Hawaii, le radici mescolate con acqua e fermentate vengono anche distillate in una bevanda alcolica nota come okolehao. Le fibre estratte dalle foglie vengono utilizzate anche per la fabbricazione di cordami e di trappole per uccelli. Si ritiene che il consumo di ti come alimento, considerato una pianta sacra e quindi originariamente tabù, sia stata un'innovazione audace delle culture polinesiane come risposta alle condizioni di carestia. Si ritiene che la rimozione del tabù sia legata allo sviluppo del rituale di pirobazia.
Il ti è una pianta ornamentale molto popolare, con numerose cultivar disponibili, molte delle quali selezionate per il fogliame verde, rossastro o viola.